# Distrito de Antonio Raimondi
El distrito de Antonio Raimondi, más conocido como distrito de Raquia, es uno de los quince que conforman la provincia de Bolognesi del departamento de Ancash en el Perú. Limita al Norte y al oeste con la provincia de Recuay, al este con el distrito de Huasta y el distrito de Cajacay, al Sureste con el distrito de Huayllacayán y al Suroeste con el distrito de Cólquioc.
El nombre del distrito honra a Antonio Raimondi, investigador, naturalista, geógrafo y explorador italiano naturalizado peruano que dedicó su vida al estudio de la flora, fauna y geología del Perú.

## Historia
Este distrito fue creado el 24 de abril de 1962 mediante Ley N.º 14063, en el segundo gobierno del presidente Manuel Prado Ugarteche.

## Geografía
Tiene una superficie de 118,7 km² y una población estimada mayor a 1 500 habitantes. Su capital es la localidad de Raquia.

## Eponimia
El epónimo del distrito es un homenaje al viajero, naturalista y peruanista italiano, Antonio Raimondi, aunque lamentablemente en la ley de conformación distrital se introdujo un error en la grafía de su apellido, que debiera haberse escrito Raimondi. Subsanable por acuerdo de la Municipalidad Distrital, y luego se convalidaría por  el gobierno regional.

## Autoridades

### Municipales
- 2015 - 2018[1]
  - Alcalde: Erasmo Benites Bernardo, del Partido Siempre Unidos.
- 2023 - 2026
  - Alcalde: Jorge Vicente Nina Solano, Partido Aprista Peruano (PAP).

## Festividades
- SANTO ANGEL.
- virgen de Belén.